# Турбидит
Турбиди́т (лат. turbidus — мутный, взбаламученный; англ. turbidites — Турбидный поток) — геологические отложения плотностных потоков (турбулентных и суспензионных потоков), развитые в основном на континентальном склоне и континентальном подножии, а также на склонах подводных хребтов, на абиссальных равнинах, в прибрежных районах морей и озёр.
Турбидиты выступают в роли резервуара углеводородов во многих морских впадинах (например, Мексиканский залив, Западная Африка, Бразилия, Северное море).
Характерная ассоциация осадочных пород (песок—алеврит—ил в свежем состоянии, и песчаник—алевролит—аргиллит после литификации), образующаяся в глубоководных условиях за счет вещества, переносимого турбидными потоками.

## Описание

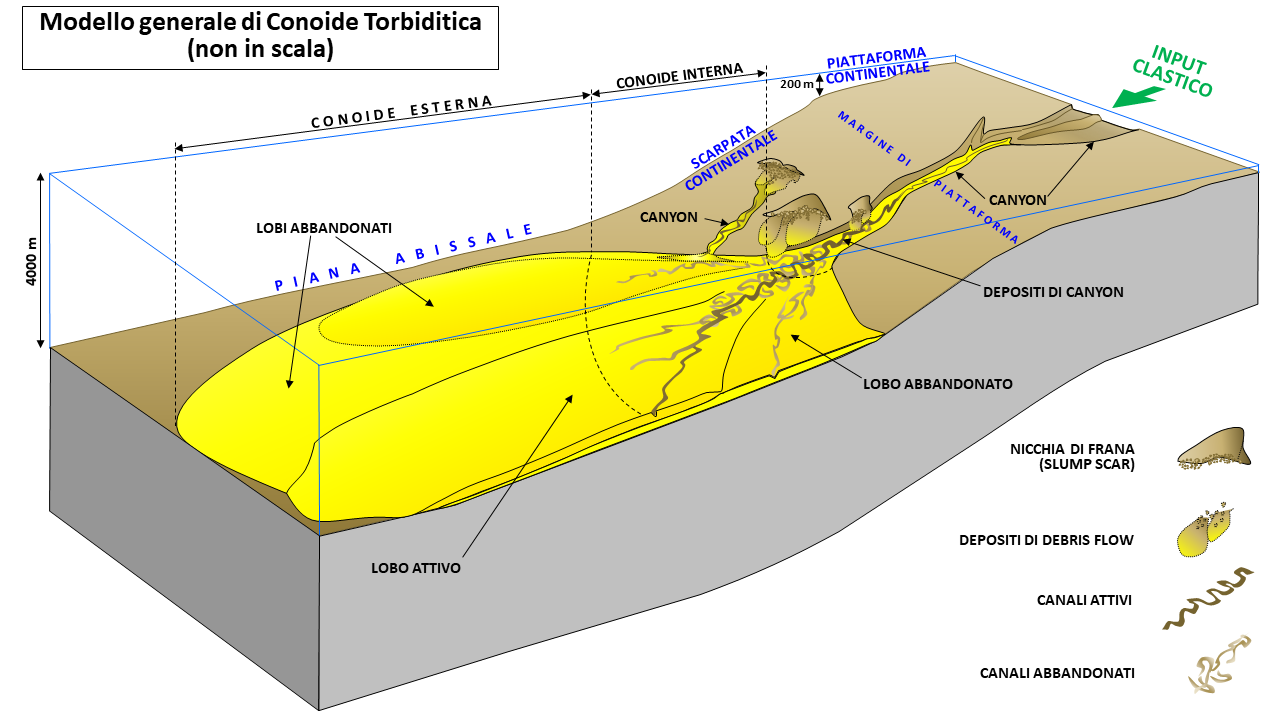
Образование Турбидитов

Турбидные (мутьевые) потоки обычно начинаются на бровке шельфа и за счет гравитационной энергии устремляются вниз по континентальному склону по системе подводных каньонов до его подножия или дальше, до абиссальной равнины. Процесс зарождения таких потоков до конца не изучен, но ясно, что это связано с нарушением гравитационного равновесия на бровке шельфа, когда накопившиеся там осадки уже не могут удерживаться на склоне. Когда мутьевой поток теряет энергию, из него выпадает весь переносимый материал. Для турбидитов характерно ритмичное чередование прослоев снизу вверх песков, алевритов и илов. Каждый такой 3-х слойный элемент ритма именуется циклом Боума и образуется в результате однократного «схода лавины». Мощность (толщина) цикла обычно около 1 м или менее. Слоеная структура цикла объясняется разной скоростью осаждения материала в зависимости от размерности частиц. Наиболее крупная фракция (песок) выпадает сразу, затем более мелкая и т. д. вплоть до илов. В теле турбидита содержатся десятки, сотни и тысячи таких циклов в зависимости от возраста турбидита и интенсивности осадконакопления на шельфе.

## История
Детальное изучение турбидитов началось после крупного землетрясения в районе Большой Банки 19 ноября 1929 года, когда мутьевыми потоками были порваны подводные телеграфные кабели. На подводной равнине тогда образовался турбидит мощностью в 1 м и площадью не менее 100 тыс. км². Максимальная дальность переноса осадочного материала составила 720 км. Скорость потока определена в 40—55 км/ч.

## Типы
Турбидиты бывают как современными, так и ископаемыми, образовавшимися в прошлые геологические эпохи на дне древних океанов, и поднятые теперь выше уровня моря. Современные турбидиты отлагаются на глубине более 2000 метров и располагаются вдоль подножия континентальных склонов. Наиболее тонкозернистая их фракция, алевриты и илы, заполняет плоские абиссальные равнины. Мощность современных турбидитов редко превышает 1 км.